# 許崙墩
許崙墩（1923年12月3日:354—2008年2月11日:847），和名小西正太郎，臺灣臺南人，臺籍日本兵戰機飛行員、遠東航空機師及模型店店長。許崙墩於第二次世界大戰太平洋戰爭期間擔任日本陸軍加藤隼戰鬥隊駕駛員，是目前已知曾經擊落同盟國戰機的臺灣裔飛行員之一。

## 生平

### 早年與參戰
日治時期，因總督府政策推行皇民化運動，改名小西正太郎。
身為長子的許崙墩從小就非常努力，以優異的成績考入知名的臺南州立臺南第二中學校（今臺南一中）。1940年時，因個人渴望在天空飛行、加上師長勸誘，如願考取日本飛行學校少年航空兵第11期，自日本宇都宮陸軍飛行學校操縱科畢業，1944年以下士身分加入日本陸軍航空隊的加藤隼戰鬥隊，為日軍飛行第64戰隊駕駛員，駕駛一式「隼」型戰鬥機，是極少數任飛行員的臺籍日本兵，且在緬甸有實戰勝利記錄。當時加藤隼戰鬥隊的主要任務就是在南方與緬甸、英國皇家空軍、中華民國空軍及飛虎隊作戰，而他臺籍日本兵的身分，以及部隊中的優異表現，也使他特別受到重視。據《兵器戰術圖解》雜誌報導，是目前已知擊落同盟國戰機（英軍17飛行隊噴火戰鬥機）的臺籍飛行員之一。

### 太平洋戰爭結束後
1946年與30多位臺籍軍人自越南乘日本海軍艦艇返回臺灣高雄港，一位日本兵還送了身無分文的他三斤白米作為餞別。
臺北工專接收一批用於航空教育的滑翔機，許崙墩擔任講師。1946年10月25日，第一屆臺灣省運動會的滑翔比賽，他帶領的台北工業學校隊贏過台北師範學校隊。
與黃華昌認識。二二八事件時，與另一位臺籍飛行員許清卿，應邀加入蔣渭川二二八事件處理委員會號召成立之航空特敢隊，欲去支援進攻嘉義水上機場的嘉義民兵，但因消息走漏與鎮守松山機場的松山空軍軍站長陳金水拒絕投靠而未果。
後為農林廳農業機械工廠廠長，最後任遠東航空機師，曾於越戰期間在越南執行高危險的包機飛航任務，1983年60歲退休後於臺北市中崙八德路開設名為「可昵航空模型」的遙控模型店，還自己做飛機模型，在圈內頗有知名度，因高血壓中風後將模型店收掉。曾在老人大學教日文，為2002年「第六屆資訊爺爺奶奶們」得獎人中之最年長者，他說：「我這個飛行員30年的飛行當中啊，每一個時候都是學新的東西，每一個時候都是換新飛機，就是說飛行員好像要經常地在學東西，我再學一個電腦也不算什麼....」。2003年經過繁雜的手續，才從日本政府領到當年未發的薪水與軍事郵政儲金。
2008年去世，始終不願透露過去從事戰機駕駛員之經歷。許崙墩的妻子蔡蕙如說，先生在戰事結束後返臺，自此之後都相當低調，也不太和人說話，因為他曾以日本軍的身分去和盟軍戰鬥，儘管戰績英勇，但因歷史與國家的矛盾心情，讓他很少對人講起這段往事。

### 身後
2014年初，高齡89歲的遺孀蔡蕙如因房東欲收回店面，亡夫的庫存數百件飛機模型和遙控車無處可歸，便在模型玩家多的西門町萬年商業大樓散發清倉傳單，卻遭驅趕，消息於1月10日晚曝光後在網路上引起迴響，13萬人在臉書分享資訊，包含樂團五月天主唱阿信也在網路上寫道：「西門町萬年大樓的模型店，是我15歲的回憶，更是婆婆一輩子的回憶。如果你像我一樣愛模型，讓這些沉睡的模型，變成一個一個的快樂回憶吧。」號召請求幫忙，隔天的特賣會不到3小時，近300件模型便被大批共襄盛舉的網友一掃而空。蔡蕙如盼望更多年輕人能接觸飛行，完成丈夫遺願，她說：「這些模型擺在家裡，不如讓喜歡的人買去玩，我先生心裡一定很高興。」

## 相關文獻
- 曾令毅，〈日治時期台灣航空發展之研究〉, 淡江大學，2008-06
- 曾令毅，〈戰時臺灣「從軍菁英」的媒體宣傳與境遇：以張彩鑑、劉志宏、許崙墩、沈宏一為例〉，國立臺灣師範大學，2013